# Џон Гарднер Вилкинсон
Џон Гарднер Вилкинсон (енгл. John Gardner Wilkinson; Литл Мисенден, 5. октобар 1797 — Ландовери, 29. октобар 1875) је био оснивач британске египтологије.. Током 12 година, од 1821, систематски је истраживао археолошке локалитете у Египту и Нубији, укључујући Карнак, гробнице у Долини краљева и Гебел Баркал, планину поред четврте катаракте. Аутор је прецизних копија гробница у Бени Хасану, које су класични аутори називали »Лавиринтом«, посмртног храма Аменемхата III (1855. п. н. е. — 1808. п. н. е.)
Важни су његови радови у пољу епиграфике. Први је идентификовао имена појединих фараона.